# Луанн (Арканзас)
Луанн (англ. Louann) — місто (англ. town) в США, в окрузі Вошіта штату Арканзас. Населення — 153 особи (2020).

## Географія
Луанн розташований за координатами 33°23′30″ пн. ш. 92°47′32″ зх. д. / 33.39167° пн. ш. 92.79222° зх. д. (33.391584, -92.792090).  За даними Бюро перепису населення США в 2010 році місто мало площу 0,65 км², уся площа — суходіл.

## Демографія
Згідно з переписом 2010 року, у місті мешкали 164 особи в 62 домогосподарствах у складі 43 родин. Густота населення становила 253 особи/км².  Було 73 помешкання (113/км²). 
Расовий склад населення:
| - 78,7 % — білих - 16,5 % — чорних або афроамериканців |

До двох чи більше рас належало 4,3 %. Іспаномовні складали 1,2 % від усіх жителів.
За віковим діапазоном населення розподілялося таким чином: 26,2 % — особи молодші 18 років, 60,4 % — особи у віці 18—64 років, 13,4 % — особи у віці 65 років та старші. Медіана віку мешканця становила 36,3 року. На 100 осіб жіночої статі у місті припадало 90,7 чоловіків;  на 100 жінок у віці від 18 років та старших — 86,2 чоловіків також старших 18 років.
Середній дохід на одне домашнє господарство  становив 42 043 долари США (медіана — 30 000), а середній дохід на одну сім'ю — 44 353 долари (медіана — 38 438). За межею бідності перебувало 22,7 % осіб, у тому числі 40,7 % дітей у віці до 18 років та 32,3 % осіб у віці 65 років та старших.
Цивільне працевлаштоване населення становило 52 особи. Основні галузі зайнятості: виробництво — 25,0 %, освіта, охорона здоров'я та соціальна допомога — 21,2 %, сільське господарство, лісництво, риболовля — 13,5 %, будівництво — 11,5 %.